# 国縫駅
国縫駅（くんぬいえき）は、北海道山越郡長万部町字国縫にある北海道旅客鉄道（JR北海道）函館本線の駅である。駅番号はH49。電報略号はクニ。事務管理コードは▲140127。
かつては瀬棚線が分岐しており、急行「ニセコ」（下り）・「せたな」・快速「アイリス」が停車していた。

## 歴史

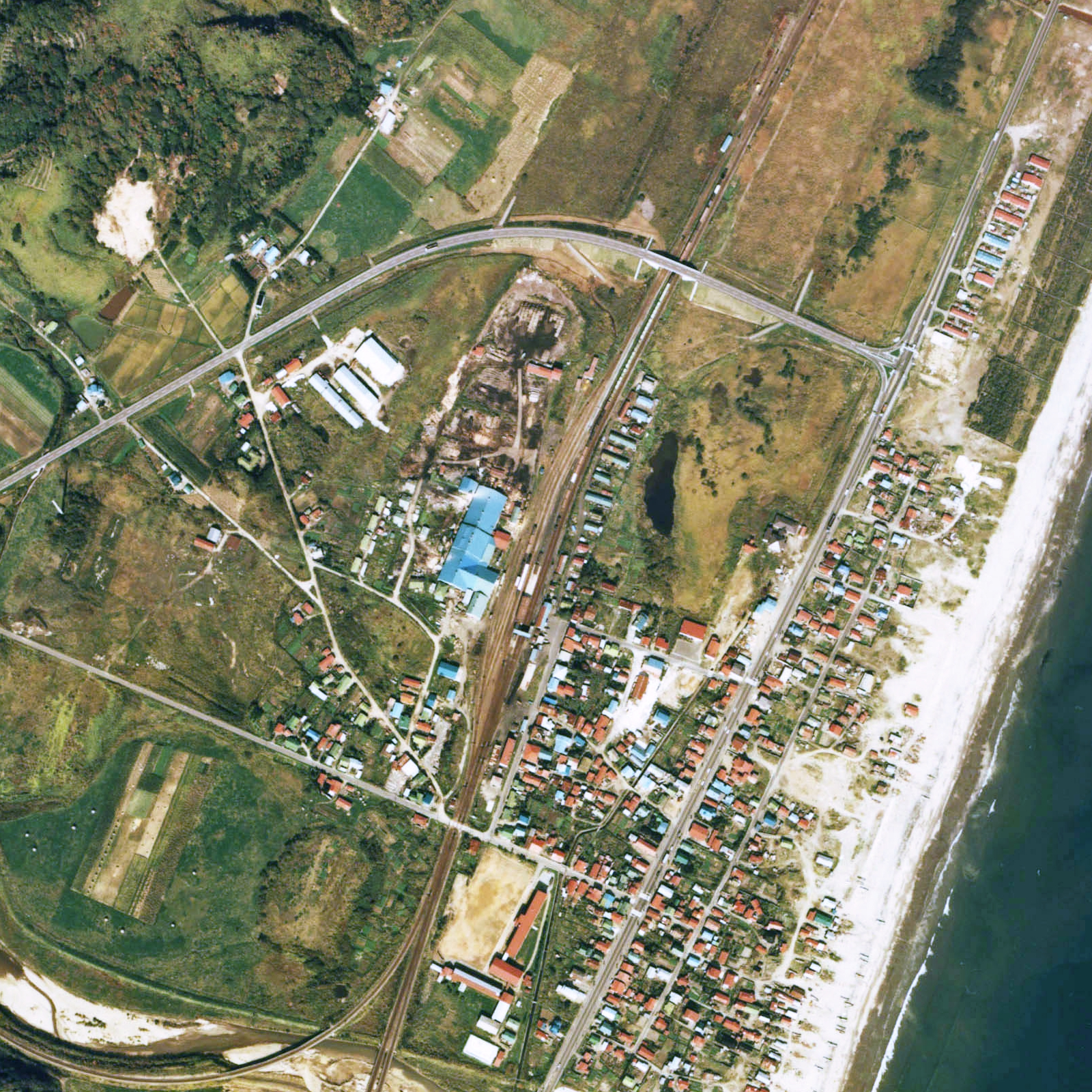
1976年の国縫駅と周囲約1km範囲。下の右が本線複線の函館方面、左へカーブして行くのが瀬棚線瀬棚方面。駅裏に数本の留置または仕分線があり、長万部方に本線に沿って引上線が伸びる。駅裏の木工場の土場と駅舎横函館方面の貨物ホームへ引込み線を有し、それぞれ貨車が留置されている。

- 1903年（明治36年）11月3日：北海道鉄道 森駅 - 熱郛駅間の開通に伴い、同線の駅として開業[3][4]。一般駅[4]。
- 1907年（明治40年）
  - 1月17日：約1.1km紋別駅（のちの中ノ沢駅（廃駅））方へ移転[4][5]
  - 7月1日：北海道鉄道の国有化に伴い、国有鉄道に移管[4]。
- 1909年（明治42年）10月12日：国有鉄道線路名称制定に伴い、函館本線の駅となる。
- 1929年（昭和4年）12月13日：瀬棚線の当駅 - 花石駅間が開通[6]。
- 1932年（昭和7年）11月1日：瀬棚線が瀬棚駅まで延伸され、全通。
- 1939年（昭和14年）12月：駅舎改築[7]。
- 1949年（昭和24年）6月1日：日本国有鉄道法施行に伴い、日本国有鉄道（国鉄）に継承。
- 1966年（昭和41年）
  - 9月28日：函館本線 当駅 - 中ノ沢駅間のうち、当駅 - 函館起点105.911km地点間が複線化[8]。
  - 12月25日：函館起点105.911km地点 - 中ノ沢駅間が複線化され、当駅 - 中ノ沢駅間がすべて複線化[8]。
    - 2段階で複線化されたのは土地買収が遅れたためで、土地収用法が適用された。
- 1970年（昭和45年）9月25日：北豊津信号場[注釈 1] - 当駅間が複線化[9]。
- 1984年（昭和59年）2月1日：貨物および荷物扱い廃止[4]。
- 1986年（昭和61年）11月1日：急行「ニセコ」が廃止され、優等列車の停車がなくなる。同時に無人化される[7]。ただし、瀬棚線の閉塞扱いの要員は継続配置。
- 1987年（昭和62年）
  - 3月16日：瀬棚線廃止[6]。
  - 4月1日：国鉄分割民営化に伴い、北海道旅客鉄道（JR北海道）の駅となる[4]。
- 1992年（平成4年）4月1日：簡易委託廃止、完全無人化。
- 2007年（平成19年）10月1日：駅ナンバリングを実施[JR北 1]。

### 駅名の由来
地名より。アイヌ語に字をあてたものであるが諸説ある。
説としては、「クンネヌイ（kunne-nuy）」（黒い・野火）、アイヌの伝説に由来する「クンネナイ（kunne-nay）」（黒い・川）、あるいは海岸に砂鉄が多かったことによる「クンネ（kunne）」（黒）などがある。

## 駅構造
単式ホーム・島式ホーム混合の2面3線を持つ地上駅。駅舎は昔ながらの木造駅舎が残っており、単式ホームに接している。長万部方面列車に乗車する際は跨線橋を利用する。3番ホームは旧瀬棚線が使用していた。1992年に簡易委託が廃止され、現在は長万部駅が管理する無人駅となっている。

### のりば
| 番線 | 路線      | 方向 | 行先         |
| ---- | --------- | ---- | ------------ |
| 1    | ■函館本線 | 上り | 森・函館方面 |
| 2・3 | ■函館本線 | 下り | 長万部方面   |

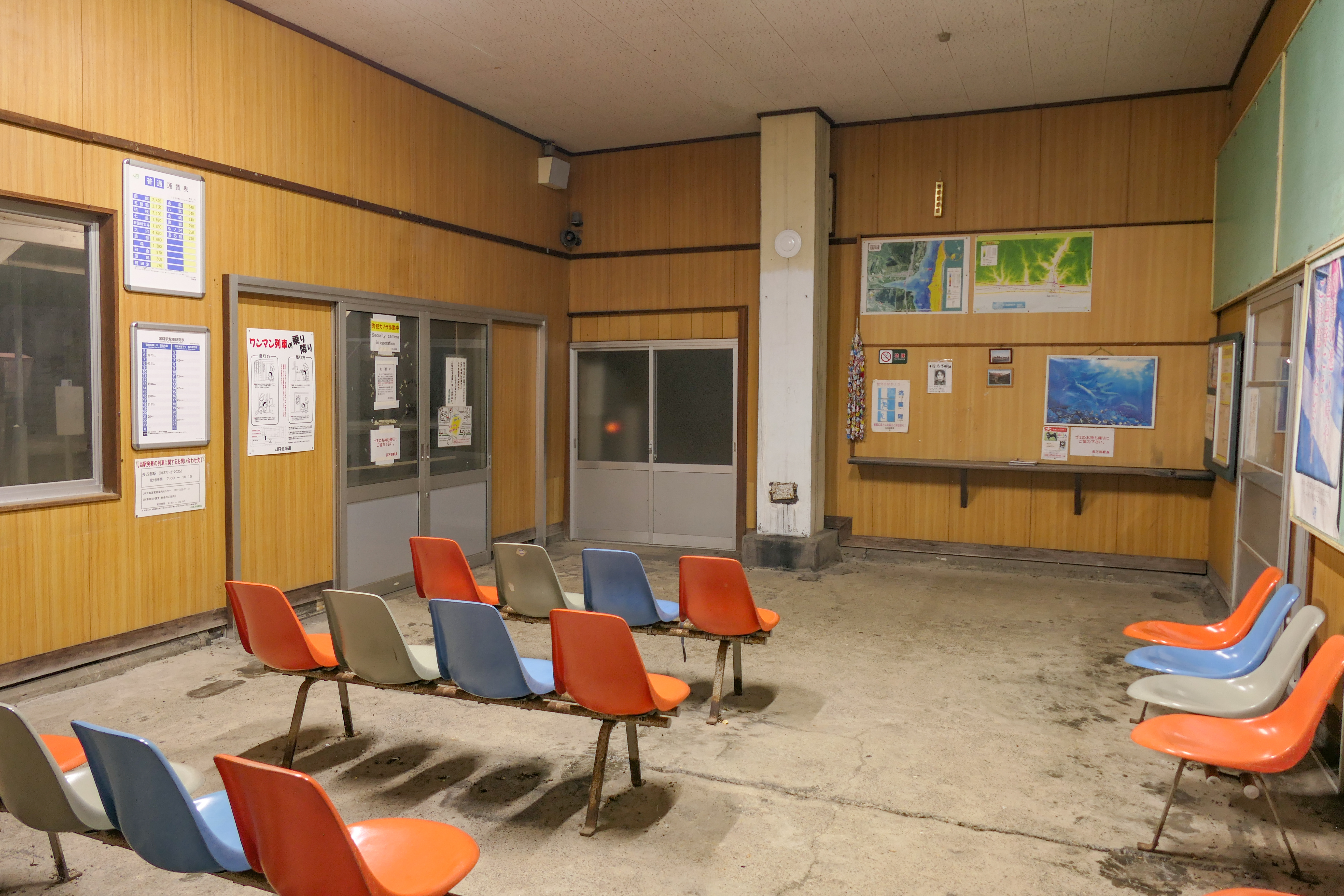
待合室（2022年9月）
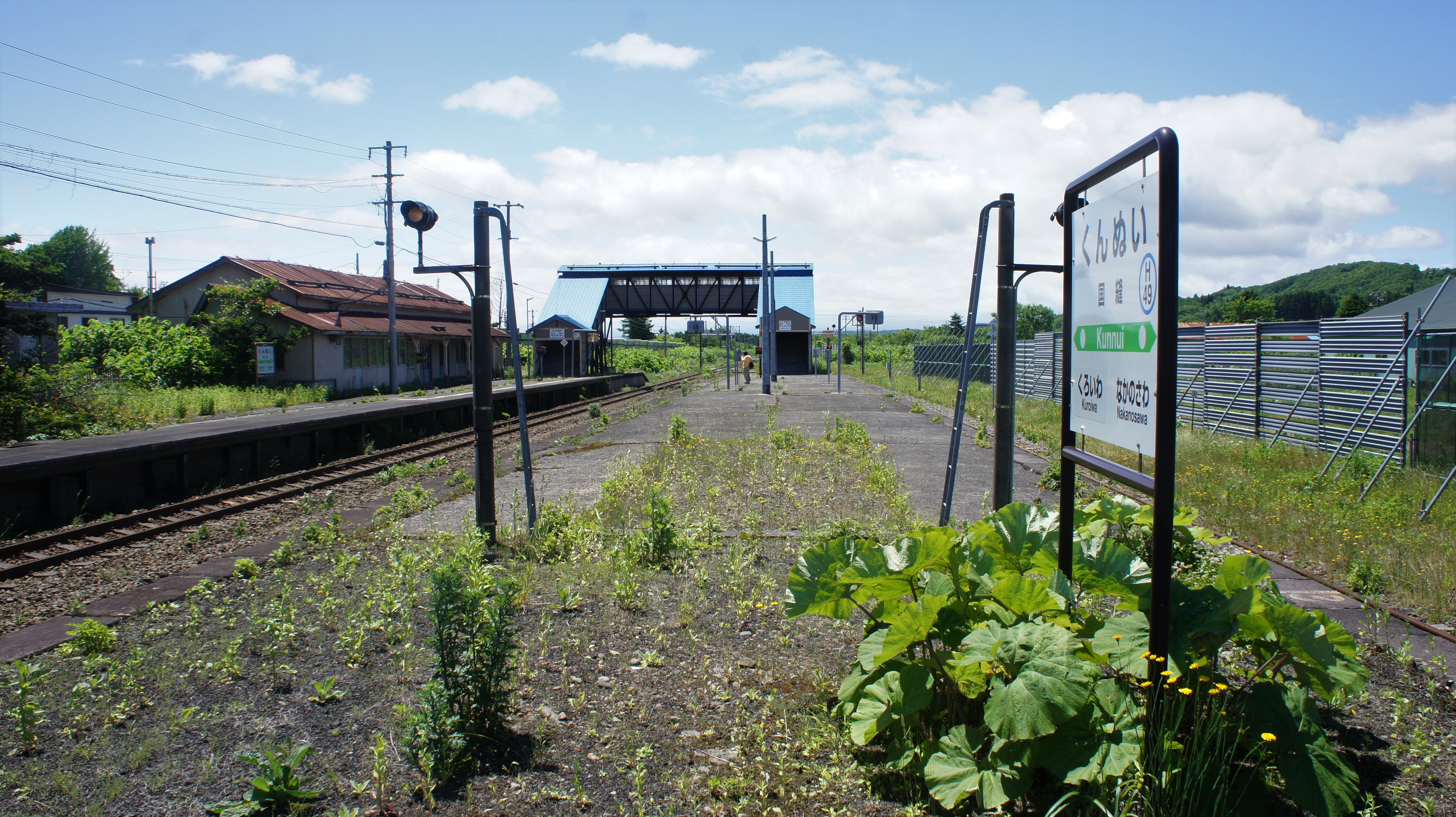
ホーム（2018年6月）
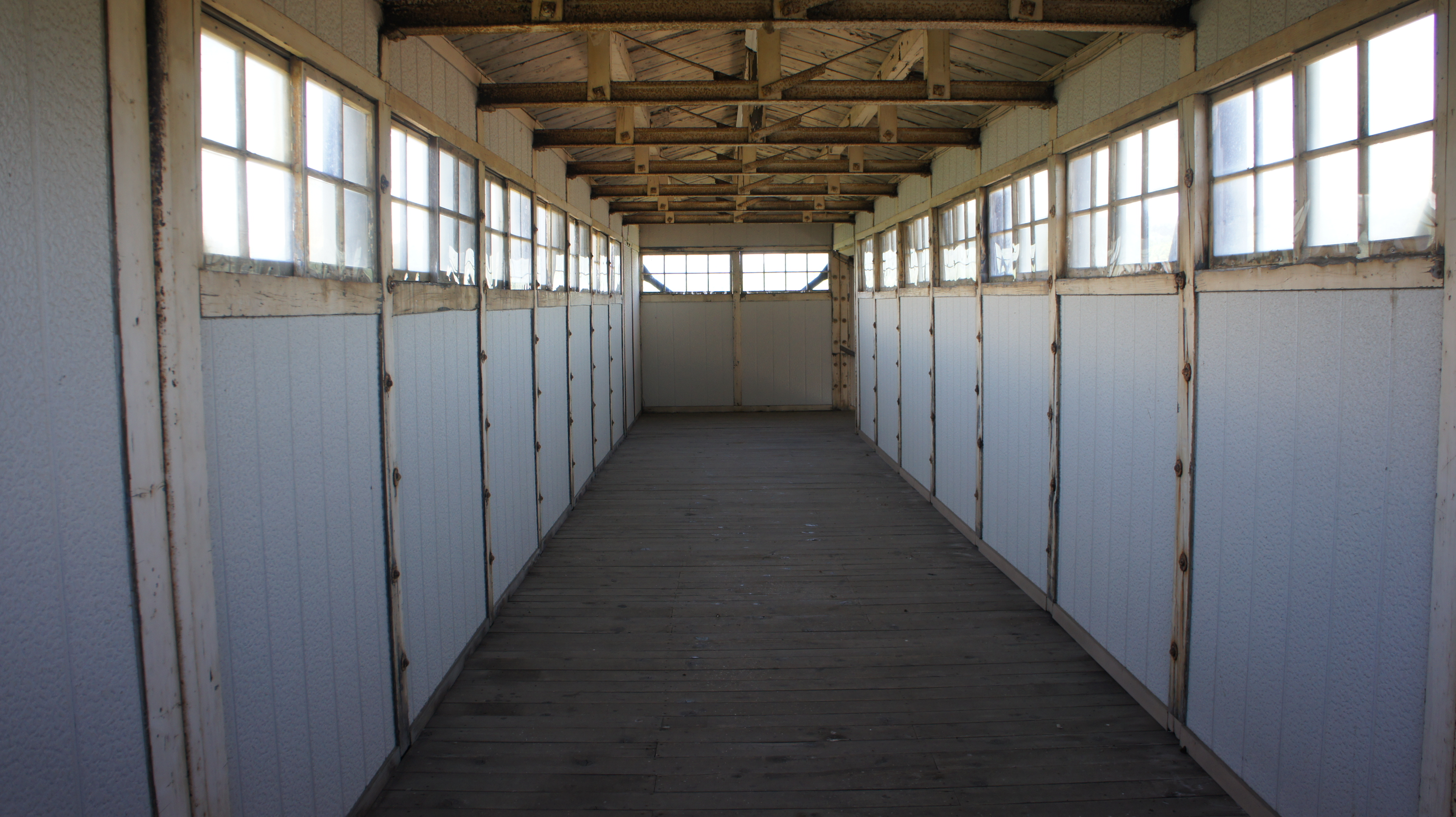
跨線橋（2018年6月）

## 利用状況
乗車人員の推移は以下の通り。年間の値のみ判明している年度は日数割で算出した参考値を括弧書きで示す。出典が「乗降人員」となっているものについては1/2とした値を括弧書きで乗車人員の欄に示し、備考欄で元の値を示す。
また、「JR調査」については、当該の年度を最終年とする過去5年間の各調査日における平均である。
| 年度               | 乗車人員（人） | 乗車人員（人） | 乗車人員（人） | 出典       | 備考 |
| 年度               | 年間           | 1日平均        | JR調査         | 出典       | 備考 |
| ------------------ | -------------- | -------------- | -------------- | ---------- | ---- |
| 1978年（昭和53年） |                | 221.0          |                | [ 11 ]     |      |
| 2015年（平成27年） |                |                | 「10名以下」   | [ JR北 2 ] |      |
| 2017年（平成29年） |                |                | 7.0            | [ 12 ]     |      |
| 2018年（平成30年） |                |                | 5.6            | [ 13 ]     |      |
| 2019年（令和元年） |                |                | 「10名以下」   | [ JR北 3 ] |      |
| 2020年（令和02年） |                |                | 「10名以下」   | [ JR北 4 ] |      |

## 駅周辺
- 国道5号・国道230号
- 道央自動車道国縫インターチェンジ
- 八雲警察署国縫駐在所
- 国縫郵便局
- 旧長万部町立国縫小学校
- 国縫振興会館
- 国縫橋
- 坊主山
- 帝都建設
- 国縫漁港
- 国縫漁港海浜公園
- 町営国縫団地
- 函館バス「国縫」停留所[14]

## 隣の駅
北海道旅客鉄道（JR北海道）
■函館本線
黒岩駅 (H51) - （北豊津信号場） - 国縫駅 (H49) - *中ノ沢駅 (H48)　- 長万部駅 (H47)
*:打消線は廃駅

### かつて存在した路線
日本国有鉄道（国鉄）
瀬棚線
国縫駅 - 茶屋川駅